# OMI (sanger)
Omar Samuel Pasley (født 3. september 1986), bedre kendt under sit kunstnernavn OMI, er en jamaicansk sanger. Han er bedst kendt for "Cheerleader", som er et verdensomspændende hit.